# Det stoff varav kosmos väves
Det stoff varav kosmos väves: rummet, tiden och verkligheten (originaltitel: The Fabric of the Cosmos: Space, Time, and the Texture of Reality) är titeln på en populärvetenskaplig bok som utgavs 2005 på svenska av den amerikanske författaren och fysikern Brian Greene. Boken behandlar bland annat strängteorin, relativitet, kvantmekanik, osäkerhetsprincipen och inflation med fokus på frågor om tid, rum och sannolikhet.